# Andreas Hundt
Andreas Hundt (* 17. März 1957) ist ein deutscher Basketballtrainer.

## Leben
Hundt studierte an der Deutschen Sporthochschule Köln und war anschließend von 1985 bis 1988 Co-Trainer des MTV Wolfenbüttel in der Damen-Basketball-Bundesliga. 1990 trat er das Amt des Cheftrainers der Damen der SpVgg Halchter-Linden an und führte diese in den folgenden Jahren von der Oberliga in die Bundesliga. 2000 wurde er in der Damen-Bundesliga als Trainer des Jahres ausgezeichnet. Er blieb bis 2001 in Halchter-Linden. 1998 führte er die Damen in der Endrunde um die deutsche Meisterschaft ins Halbfinale, 2000 stand man unter Hundts Leitung im Endspiel um den DBBL-Pokal, verlor dort aber gegen den Seriensieger BTV Wuppertal. Hundt, der die deutsche Basketball-Gehörlosen-Nationalmannschaft als Bundestrainer betreute, war anschließend ab Januar 2003 als Trainer beim SC Osterwieck sowie ab 2003 für den Herren-Bundesligisten New Yorker Phantoms Braunschweig als Spielersichter tätig.
2005 kehrte er als Trainer der Damen zur SpVgg Halchter-Linden (mittlerweile wieder in der Oberliga) zurück und betreute diese bis 2007.
In der Sommerpause 2007 übernahm er das Traineramt beim Zweitligisten Wolfenbüttel Dukes und trat im Laufe der Saison 2006/07 nach lediglich drei Siegen aus 20 Spielen zurück. Er wurde 2009 als Trainer der Damen von Eintracht Braunschweig tätig, die er ab 2013 in der 2. Bundesliga betreute, mit denen er als Aufsteiger im Spieljahr 2013/14 an der Spitze der Liga mitmischte und Vizemeister wurde. 2015 gab er den Posten als Eintracht-Cheftrainer an Pierre Hohn ab und wechselte ins Amt des Co-Trainers.
Hundt, beruflich als Laufbahnberater am Olympiastützpunkt Niedersachsen beschäftigt, trat im Sommer 2017 das Amt des Trainers der Regionalliga-Damen der MTV/BG Wolfenbüttel an.